# Claudia Colla
Claudia Colla, död 1611, var mätress till hertig Ranuccio I Farnese av Parma. Hennes före detta älskare Ranuccio lät åtala henne för häxeri och avrätta henne anklagad för att ha orsakat barnlösheten i hans äktenskap med hjälp av trolldom.
Hon tillhörde borgerskapet i Parma. Hon beskrivs som attraktiv och blev Ranuccios älskarinna vid femton års ålder. Under sin tid som mätress bodde hon med sin mor i det hertigliga palatset. Hon fick två barn med Ranuccio. 
Ranuccio I gifte sig år 1599 med Margareta Aldobrandini av politiska skäl. Inför äktenskapet tvingades Colla och hennes mor lämna det hertigliga palatset. Ranuccio led av många sjukdomar; hjärtklappning, epilepsi, och depression. Ranuccio fick trots försök inga barn under de första tio åren av sitt äktenskap: av Margheritas fem första graviditeter slutade två i förtid, två var barn som dog inom några timmar efter födseln. Margherita hade gynekologiska problem, men hans bror kardinal Odoardo Farneses tycks ha hemlighållit detta för Ranuccio. Rannuccio blev övertygad om att hans problem förorsakades av Djävulen genom en häxa. 
När Colla bad Ranuccio att offentligt erkänna sina barn med henne, drog han slutsatsen att Colla hade förorsakat hans äktenskapliga barnlöshet för att gynna sina egna barn. Ranuccio I anklagade Colla och hennes mor Elena för att ha förtrollat hans hustru och förhindrat henne från att bli gravid med hjälp av magi. De greps 27 april 1611. Hennes medlemskap i borgarklassen gjorde anklagelsen ovanlig. 
De fängslades i Rocchetta och sedan i källaren på slottet Gragnano på Trebbia. 
Kvinnorna underkastades tortyr, vilket fick dem att avlägga bekännelse. De två Collas erkände att de blandat mjöl från tre kvarnar och vatten från tre kanaler till en kärleksdryck som fick Ranuccio att bli kär, och att de slog på en bild av madonnan för att få hertigens hjärta att slå snabbare. De sade sig ha planterat ett träd i källaren i palatset, och plockat ett löv varje gång Margherita var gravid, för att inte friska barn skulle födas; att ha grävt ner spikar på kyrkogården i San Lazzaro, för ingen vet vilket syfte; att ha beordrat en lärling, Antonia Zanini, att sprida trolldamm på slottstrappan, vilket gjorde att hertigen blev sjuk. Antonia arresteras också och med samma metoder erkände hon att hon var hängiven till Satan, som hon träffade en gång genom att kalla honom i en brunn och beskrev som en stilig pojke med horn och simhudsfötter. Med sådana erkännanden var resultatet av utredningen och den efterföljande rättegången givna. 
Colla dömdes som skyldig till häxeri och avrättades genom att brännas på bål.